# Obergasse 1 (Buchen/Odenwald)

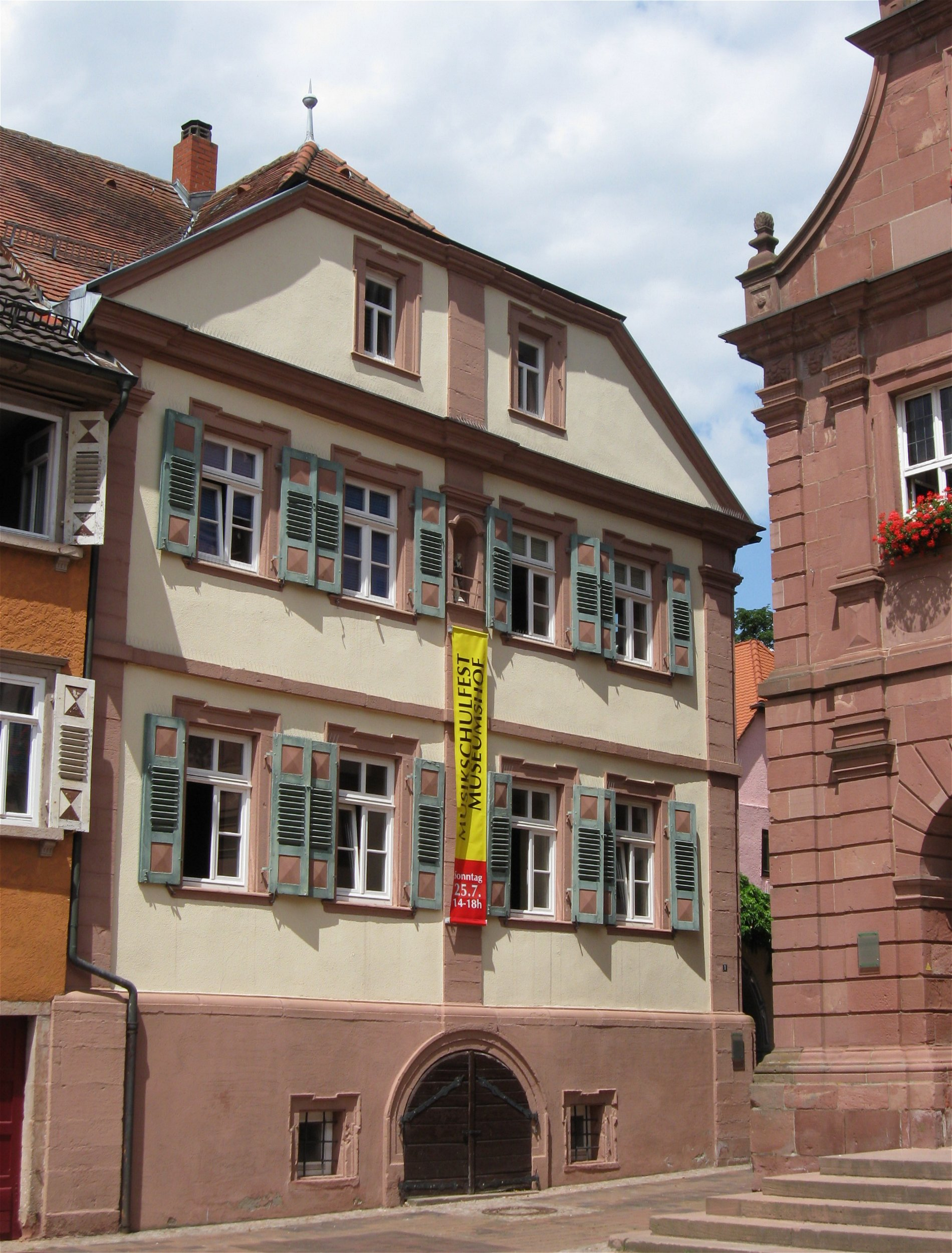
Gebäude Obergasse 1 (Giebel zur Marktstraße) in Buchen (rechts das alte Rathaus)

Das Gebäude Obergasse 1 in Buchen, einer Stadt im Neckar-Odenwald-Kreis in Baden-Württemberg, wurde 1719 durch den Wirt und Ratsherrn Elias Schlipp und seine Ehefrau Anna Dorothea erbaut. Im 19. Jahrhundert war es im Besitz der Ratsherrenfamilie Kieser mit Bürgermeister Wilhelm Kieser als bedeutendstem Mitglied. Daher hat sich die Bezeichnung „Kiesersches Haus“ erhalten. Das ehemalige Wohnhaus mit der Seitenfront zum Alten Rathaus ist ein geschütztes Kulturdenkmal. 
Das zweieinhalbgeschossige Eckhaus im Stil des Barocks besitzt eine Giebelfront mit Krüppelwalmdach. Zur Marktstraße sind Mittel- und Ecklisenen vorhanden, an der Nordseite befindet sich das Eingangsportal mit Oberlicht. Die vorgelagerte Treppe ist mit einer Balustrade versehen. In die Gartenmauer ist ein barockes Hoftor integriert sowie eine Fußgängerpforte. Der Keller besitzt ein Tonnengewölbe und einen rundbogigen Zugang an der Marktstraße.
Fast alle Räume besitzen noch barocke Türgewände und Türblätter mit alten Beschlägen. Im nordöstlichen Raum des ersten Obergeschosses ist eine Stuckdecke vorhanden.
Seit einigen Jahren wird das Gebäude von der Joseph-Martin-Kraus-Musikschule genutzt, die nach dem deutsch-schwedischen Komponisten und Hofkapellmeister Joseph Martin Kraus (1756–1792) benannt ist.